# Équipe de Belgique féminine de handball
Maillots
Dernière mise à jour : 18 décembre 2015.
L'équipe de Belgique de handball féminine représente l'Union royale belge de handball lors des compétitions internationales.

## Histoire
L’équipe nationale de handball féminin ne s'est jamais qualifiée pour une compétition majeure (Championnat du monde, Championnat d'Europe, Jeux olympiques).
Elle a été dissoute en 2006 en raison de problèmes budgétaire ; la sélection a repris ses activités en 2014.

## Palmarès

### Parcours auxJeux olympiques
- 1936 à 2016 : non qualifié

### Parcours auxchampionnats du monde
- 1957 à 2015 : non qualifié

### Parcours auxchampionnats d'Europe
- 1994 à 2016 : non qualifié